# Jackson Chirenje
Jackson Mutero Chirenje (Mudzimuirema, 10 de julio de 1935-23 de septiembre de 1988) fue un historiador zimbabuense.

## Biografía
Nació en Mudzimuirema, Chihota, Mashonalandia Oriental, Rhodesia (actual Zimbabue). Se desempeñó como Secretario del Sindicato de Maestros Africanos de Rhodesia en 1961. Recibió una licenciatura en historia por la Universidad de Boston, una maestría en historia por la Universidad de California en Los Ángeles y un doctorado en Historia por la Universidad de Londres. Enseñó historia africana, filosofía africana e historia afroestadounidense en la Universidad de Harvard. Fue profesor titular y presidente del departamento de historia de la Universidad de Zimbabue.

## Publicaciones
- Una historia del norte de Botswana 1850-1910,[7] Fairleigh-Dickinson University Press, 1977, ISBN 0-8386-1537-6
- Una historia de Zimbabwe para escuelas primarias, Longman Zimbabwe, 26 de julio de 1982
- El jefe Kgama y su época, 1835-1923: la historia de un gobernante del sur de África, Rex Collings, 1978, ISBN 0-8603-6062-8
- Iglesia, Estado y educación en Bechuanalandia en el siglo XIX, Revista Internacional de Estudios Históricos Africanos, vol. 9, núm. 3 (1976), págs. 401–418
- Jefe Sekgoma Letsholathebe II: ¿rebelde o nacionalista tswana del siglo XX? , Notas y registros de Botswana, vol. 3 (1971), págs. 64-69
- El etíope y los afroamericanos en el sur de África, 1883-1916, [8] Louisiana State University Press, ISBN 0-8071-1319-0
- Aspectos militares y políticos de la elaboración de mapas en Ngamiland: una réplica al comentario de Anthony Sillery, Notas y registros de Botswana, vol. 9 (1977), págs. 157-159
- Sacerdotes y soldados portugueses en Zimbabwe, 1560-1572: la interacción entre evangelismo y comercio, Revista internacional de estudios históricos africanos, vol. 6, núm. 1 (1973), págs. 36-48
- Zimbabwe: La terrible experiencia de un estado de primera línea en África austral, Universidad de Zimbabue, 1987